# Uncaria acida
Uncaria acida là một loài thực vật có hoa trong họ Thiến thảo. Loài này được (Hunter) Roxb. miêu tả khoa học đầu tiên năm 1814.